# Secret Agent
Secret Agent (Agente secreto o El agente secreto) es una película británica dirigida por Alfred Hitchcock. Fue estrenada en el Reino Unido en mayo de 1936 y en los Estados Unidos el 15 de junio de 1936. Está basada en dos cuentos del libro de W. Somerset Maugham Ashenden: Or the British Agent y en una obra teatral de Campbell Dixon. La película cuenta con la actuación de John Gielgud, Peter Lorre, Madeleine Carroll y Robert Young.

## Reparto
- John Gielgud: Edgar Brodie / Richard Ashenden
- Peter Lorre: el general
- Madeleine Carroll: Elsa Carrington
- Robert Young: Robert Marvin
- Percy Marmont: Caypor
- Florence Kahn: Sra. Caypor
- Charles Carson: "R"
- Lilli Palmer: Lilly

## Sinopsis
Por encargo del Servicio de Inteligencia británico el escritor Edgar Brodie es comisionado durante la Primera Guerra Mundial para identificar y matar a un espía alemán, a cuyo efecto se le proporciona una falsa identidad. Para su misión tendrá la ayuda del "General" y de Elsa Carrington.

## Crítica
Una película con dos temas que Hitchcock maneja con excelencia: el asesinato y la confusión de identidades, en la cual abundan los misterios: el cuerpo en el órgano de la iglesia vacía, el carácter irreal de la visita a la fábrica de chocolate, etc. En los últimos dos rollos se nota la similitud con Spione de Fritz Lang. El jefe del protagonista está identificado con una sola letra, idea que décadas después usó Ian Fleming en sus novelas de James Bond. 
La película está basada en dos de los siete cuentos del libro Ashenden, The Traitor y The hairless mexican así como en una obra teatral de Campbell Dixon. Maugham fue agente secreto en 1915-1916 durante un año aproximadamente, trabajando principalmente como correo. En ese tiempo no era raro que los servicios de inteligencias contrataran escritores como agentes. Ashenden estaba basada en casos y personas reales.